# Бамбара (народ)

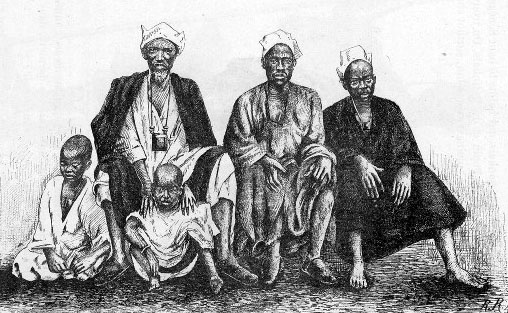

Бамбара́ (бамана на их собственном языке, иногда банмана) — народ группы мандинго.
Численность населения — 4,64 млн человек, из них в Мали проживает 3,9 млн человек, в Кот-д'Ивуаре — 230 тыс. человек, в Гвинее 30 тыс., в Мавритании — 20 тыс., в Гамбии — 10 тыс., небольшие группы в Сенегале и Буркина Фасо. Религия — мусульмане-сунниты. Часть бамбара придерживается традиционных верований.

## Язык
Говорят на языке бамана, который является государственным в Мали и широко используется в областях бизнеса и торговли. Постепенно складывается литературный язык. Среди бамбара распространен французский язык. Письменность — латинская.

## История
Предки бамбара считаются основателями империи Мали в XIII—XVI веке. Примерно в середине XVIII века начали развивать свою собственную государственную структуру, которая в дальнейшем стала Империей Бамбара. По контрасту с мусульманскими соседями, бамбара практиковали политеизм. До середины XIX века упорно сопротивлялись мусульманам. В XX веке бамбара участвовали в антиколониальном движении и подняли крупное восстание в 1915—1916 в Беледугу. Сейчас бамбара составляют в Мали этническую основу культурной консолидации.

## Быт
Традиционное жилище — суданского типа, круглое, с конической крышей на каркасе. Основная пища — каши с различными соусами, рыбными, мясными. Напитки — пиво, пальмовое вино.

## Традиционные занятия
Ручное переложное земледелие, скотоводство. Зерновые культуры выращивают мужчины, огородные — женщины. Товарные культуры — хлопок, арахис. Занимаются разведением коз и овец, крупный рогатый скот выменивают у фульбе. Развиты ремесла: кузнечное, ювелирное, ткачество — среди мужчин, гончарное, прядение — среди женщин.

## Традиционная одежда
У мужчин — короткие штаны и рубахи без рукавов, у женщин — запашные юбки. В городах распространен европейский костюм.

## Общество
Традиционная кастовая иерархия. У бамбара существует шесть тайных обществ: комо, нтомо, нама, коно, коре и чивара. Во главе наиболее распространенного и влиятельного общества, комо, стоит кузнец, который выполняет также функции судьи. Для отправления культов и различных церемоний (культ предков, церемония уборки урожая, похороны, посвящения и т. д.) используются маски и статуи, которые, как и у догонов, изготовляются кузнецами, принадлежащими к особой этнической группе. Высший слой составляют земледельцы-воины, средний — ремесленники, низший — странствующие певцы-гриоты. Сохраняется родовое деление, большая семья и полигиния. Деревенская община управляется советом старейшин, который возглавляется старейшим из семьи основателя деревни. Семья занимает отдельный квартал с жилыми, хозяйственными постройками и загоном для скота.

## Культура

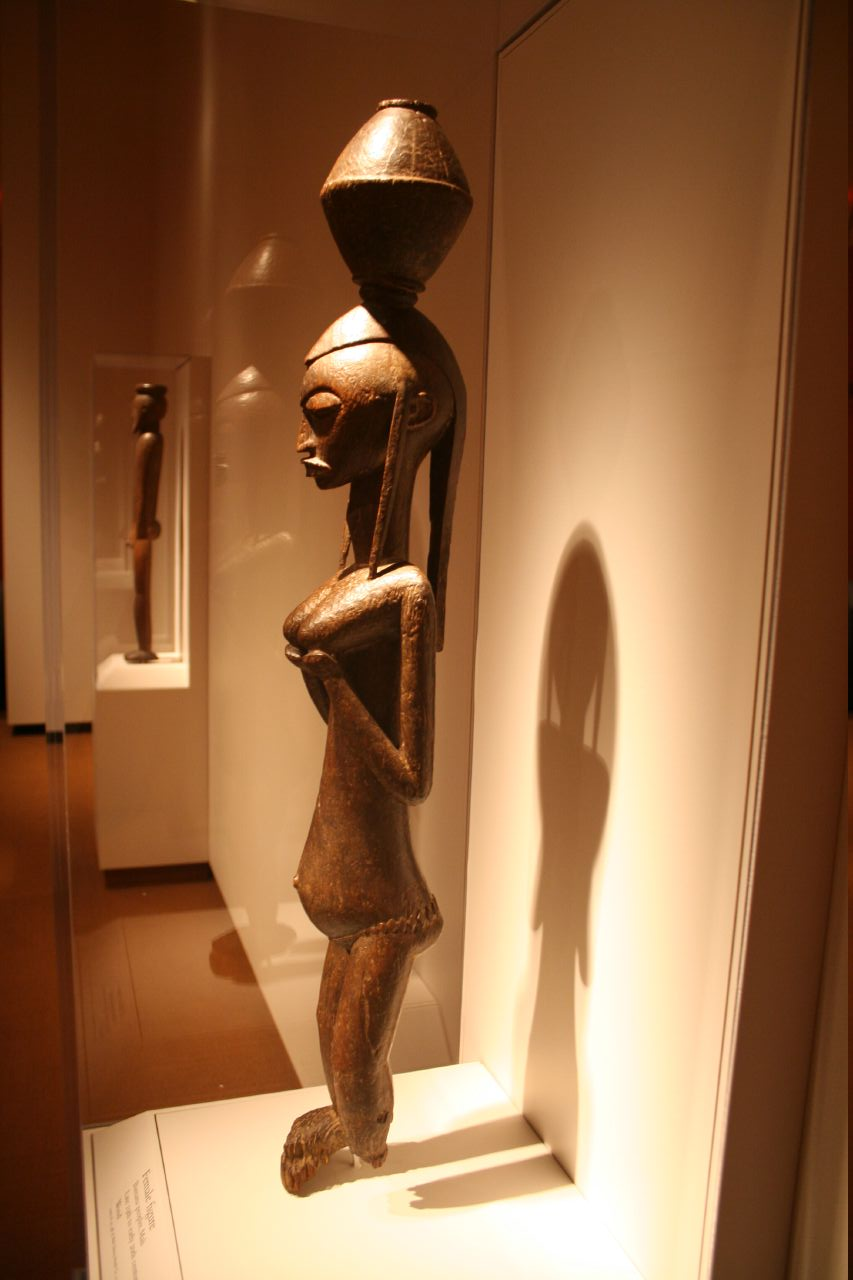
Женская фигурка бамбара

Традиционные предметы искусства бамбара включают в себя глиняную посуду, скульптуры, фигурки из ценных металлов и маски.
Маска нтомо — единственная антропоморфная маска бамбара, но и она имеет зооморфные элементы — две или три пары прямых рогов. Часто маску увенчивает навершение в виде женской статуэтки или фигурки крокодила. Нтомо используется в мужских обрядах посвящения. Четко переплетены охотничья, кузнечная и земледельческая субкультуры. Художественные работы используются в религиозных целях, такие как статуи созданные для различных профессионально-технических групп. Сохраняется культ предков и эзотерические обряды. Мифология бамбара — одна из самых развитых в Западном Судане.
Верховное божество бамбара Пемба олицетворяет землю, начало мира. Порождённое им двуполое божество Фаро, олицетворение водной стихии, научило людей обрабатывать землю. Различные ремесла — обработка металла, ткачество, гончарное дело, — которые издавна развиты у бамбара, также дар божества Фаро.